# منتخب نيبال لكرة اليد
منتخب نيبال لكرة اليد  هو ممثل نيبال الرسمي في المنافسات الدولية في كرة اليد 
.

## وصلات خارجية
- الموقع الرسمي